# Hieracium eversianum
Hieracium eversianum es una especie de planta con flor del género Hieracium, de la familia Asteraceae, orden Asterales.

## Distribución
Hieracium eversianum se distribuye por Austria.

## Taxonomía
Fue descrita científicamente por Arv.-Touv. ex Murr.
Tratamiento taxonómico
La especie aparece registrada y publicada en Deutsche Bot. Monatsschr.